# Haby
Haby är ett område i Örby socken i Marks kommun. Haby ligger strax söder om Skene i anslutning till riksväg 41. Här finns en skola för årskurs 1-6. Här ligger även Haby gård (tidigare Haby Skåkagård). Från 2015 avgränsar SCB här för bebyggelsen i dess södra del en småort.
Vid Viskans biflöde Slottsån, vid dess utlopp ur Östra Öresjön, ligger Haby kraftstation. Då den byggdes 1914 var den Sveriges kraftfullaste. Fallhöjden är 27 meter.